# Elementary (seizoen 1)
Dit artikel vat het eerste seizoen van Elementary samen. Dit seizoen liep van 27 september 2012 tot 16 mei 2013 en bevatte vierentwintig afleveringen.

## Rolverdeling

### Hoofdrollen
- Jonny Lee Miller - Sherlock Holmes
- Lucy Liu - dr. Joan Watson
- Aidan Quinn - hoofdrechercheur Toby Gregson
- Jon Michael Hill - rechercheur Marcus Bell

### Terugkerende rollen
- Ato Essandoh - Alfredo Llamosa
- Linda Emond - dr. Candace Reed
- Natalie Dormer - Irene Adler / Jamie Moriarty

## Afleveringen
| Nr. | Aflevering | Titel                          | Regisseur          | Schrijver(s)                     | Selectie gastrollen | Uitzenddatum      |  |
| --- | ---------- | ------------------------------ | ------------------ | -------------------------------- | --- | ----------------- |  |
| 1 | 1          | Pilot                          | Michael Cuesta     | Robert Doherty                   | Dallas Roberts - dr. Richard Mantlo Manny Perez - rechercheur Javier Abreu Jonathan Walker - Harrison Polk Kristen Bush - Eileen Renfro                                                       | 27 september 2012 |  |
| Sherlock Holmes is net afgekickt van drugs, en wordt door zijn vervreemde vader opgezadeld met een babysitter in de persoon van dr. Joan Watson. Wanneer Joan onderweg is naar de afkickkliniek om Sherlock te ontmoeten ontdekt zij dat hij daar, op de dag van zijn ontslag, ontsnapt is. Als zij hem dan eindelijk ontmoet neemt hij haar mee naar een huis in Manhattan, onderweg legt hij haar uit dat hij voordat hij verslaafd werd werkte als adviseur voor Scotland Yard met hulp om moorden op te lossen. Als zij in het huis aankomen in Manhattan helpen zij de NYPD met een moordzaak. Op het eerste gezicht lijkt dat daar een vrouw is aangevallen en ontvoerd, Sherlock ontdekt dan dat het slachtoffer vermoord in een beveiligde ruimte in het huis ligt. De volgende dag ontdekt Sherlock dat het slachtoffer vermoord is door een seriemoordenaar en vindt een connectie met een andere zaak, en dat het slachtoffer van de andere zaak de aanslag heeft overleefd. Tijdens de ondervraging van dit slachtoffer komt Sherlock erachter dat zij de dader kende. Sherlock belt naar hoofdrechercheur Thomas Gregson om hem te vertellen wie de dader is, hij vertelt Sherlock dat hij in het huis van de dader is en dat hij zelfmoord heeft gepleegd. Sherlock ontrafelt dan het mysterie, de man van het eerste slachtoffer is een psychiater die de dader zover heeft gekregen voor het plegen van de moord met behulp van pillen die hem agressief maakte. De reden hiervoor was dat hij van haar af wilde zonder dat zij geld van hem mee zou nemen. Ondertussen komt er al snel wrijving tussen Joan en Sherlock, dit resulteert met de mededeling van haar dat zij een ander cliënt gaat zoeken.                                              |            |                                |                    |                                  | |                   |  |
| 2 | 2          | While You Were Sleeping        | John David Coles   | Robert Doherty                   | Jennifer Ferrin - Rebecca Ellison Amy Landon - Yvette Ellison Bill Heck - Ty Morstan Casey Siemaszko - Michael McGee Rosa Arredondo - Elaine                                                  | 4 oktober 2012    |  |
| Wanneer twee buitenechtelijk kinderen van een rijke zakenman worden vermoord, wordt de hulp van Sherlock en Joan ingeroepen. De zaak wordt dan complex als een getuige een vrouw aanwijst die in coma ligt als dader, deze vrouw is tevens ook een echte dochter van de zakenman. Sherlock ontdekt dan dat de vrouw tijdelijk uit haar coma gehaald werd door haar arts, en dat zij toen de moorden kon plegen. Dit om de erfenis veilig te stellen die anders verdeeld moest worden onder de buitenechtelijke kinderen. Ondertussen maakt Sherlock kennis met een nieuwe rechercheur bij de NYPD, rechercheur Marcus Bell, en de samenwerking loopt op het begin zeer stroef tussen hen. |            |                                |                    |                                  | |                   |  |
| 3 | 3          | Child Predator                 | Rod Holcomb        | Peter Blake                      | Johnny Simmons - Adam Kemper Michael Countryman - Barry Kemper Erin Dilly - Amanda Kemper Yancey Arias - Robert Castillo Selenis Leyva - Sara Castillo Christopher Evan Welch - Samuel Abbott | 18 oktober 2012   |  |
| Sherlock en Joan gaan op onderzoek uit naar een kindermisbruikzaak die gepleegd wordt door een seriemoordenaar met de naam ‘’Ballonnenman’’. Deze naam is ontstaan omdat hij op elke plek van zijn misdaad een ballon achterliet. De zaak wordt al snel complex als het eerste slachtoffer van de ballonnenman uit 2005, Adam Kemper, door de politie wordt opgepakt als verdachte. Sherlock ontdekt dan dat Adam lijdt aan het Stockholmsyndroom, en wil zich dan sympathiseren met Adam om zo achter de identiteit van de dader te komen. De ballonnenman wordt dan geïdentificeerd als Samuel Abbott, maar op het moment dat zij hem willen oppakken pleegt hij zelfmoord. Nu zij denken dat de dader uitgeschakeld is laten zij Adam vrij. Sherlock kan deze zaak niet laten rusten en gaat dan op onderzoek uit in de woning van Samuel, daar ontdekt hij dat Adam de ballonnenman is. Tijdens de ondervraging van Adam lukt het hem om immuniteit te krijgen voor alle misdaden die hij samen met Samuel gepleegd heeft. Wanneer Sherlock nu zeker weet dat Adam de werkelijke dader is van de moorden baalt hij dat hij hem nu niets kan maken door de immuniteit. Dan ontdekt Sherlock dat Adam een moord heeft gepleegd terwijl Samuel in het ziekenhuis lag, voor deze moord geldt de immuniteit niet en kan hem hiervoor laten arresteren. |            |                                |                    |                                  | |                   |  |
| 4 | 4          | Rat Race                       | Rosemary Rodriguez | Craig Sweeny                     | Craig Bierko - Jim Fowkes Molly Price - Donna Kaplan Luke Kirby - Aaron Ward Jennifer Van Dyck - Alyssa Talbott Andrew Pang - Dan Cho                                                         | 25 oktober 2012   |  |
| Sherlock en Joan gaan op onderzoek uit als een directeur van een Wall Streetbank wordt vermist, Sherlock heeft hier eigenlijk geen zin in vanwege zijn afkeer tegen bankieren. Dan wordt het lichaam van de directeur gevonden, het blijkt dat hij gestorven is aan een overdosis van heroïne. Op het eerste oog lijkt het om een ongeluk te gaan, Sherlock vermoedt toch dat het toch om moord gaat. Verder onderzoek maakt bij Sherlock het vermoeden sterker dat zij te maken hebben met een seriemoordenaar, dit omdat de directeur niet de enige is in het bedrijf die onder verdachte omstandigheden is gestorven. Sherlock wordt dan ineens vermist en Joan is nu noodgedwongen de waarheid over Sherlock te vertellen aan hoofdrechercheur Gregson, niet wetende dat Sherlock ontvoerd is door de moordenaar. Het lukt hen Sherlock op tijd te vinden en te redden voordat hij vermoord wordt door de dader. Ondertussen heeft Joan een blind date wat opgezet is door haar vriendin, zij ontdekt al snel dat hij een groot geheim met zich meedraagt. |            |                                |                    |                                  | |                   |  |
| 5 | 5          | Lesser Evils                   | Colin Bucksey      | Liz Friedman                     | David Harbour - dr. Mason Baldwin Ben Rappaport - dr. Cahill Anika Noni Rose - dr. Carrie Dwyer David Costabile - Danilo Gura Jenni Barber - Jacqueline Zoltana                               | 1 november 2012   |  |
| Sherlock vindt in een ziekenhuismortuarium een overledene die in zijn ogen het slachtoffer is van een moord dat door niemand anders zo is opgemerkt. Sherlock vermoedt nu dat iemand in het ziekenhuis terminale mensen vermoord, en het laat lijken op een natuurlijke dood. Tijdens het ondervragen van de dokters en verplegend personeel begint Sherlock te vermoeden dat zij te maken hebben met een Engel des Doods. Sherlock en Joan ontdekken tijdens hun onderzoek diverse onethische en criminele activiteiten in het ziekenhuis. Ondertussen ontmoet Joan in het ziekenhuis een oude vriendin en collega met wie zij vroeger samenwerkte. Deze vriendin heeft een patiënte waarbij Joan een gevoel krijgt dat haar ex-collega de verkeerde diagnose heeft gesteld. Tijdens hun discussie hierover ontdekt Joan dat zij een betere dokter is dan een vriendin. |            |                                |                    |                                  | |                   |  |
| 6 | 6          | Flight Risk                    | David Platt        | Corinne Brinkerhoff              | Reiko Aylesworth - Miranda Molinari Brian Kerwin - Charles Cooper Roger Rees - Alistair Moore Adam LeFevre - Ed Hairston                                                                      | 8 november 2012   |  |
| Joan en Sherlock gaan naar het strand waar een privévliegtuig is neergestort, daar zien zij dat er vier slachtoffers te betreuren zijn. Sherlock gaat op onderzoek uit en ontdekt dat een slachtoffer niet overleden is door het ongeluk maar vermoord is. Na verder onderzoek op het strand en van de zwarte doos komt Sherlock tot de conclusie dat er zand in de brandstoftank is gedaan om zo motorproblemen te veroorzaken. Ook ontdekt Sherlock dat het vermoorde slachtoffer voor het opstijgen van het vliegtuig in de bagageruimte is gestopt. Het slachtoffer is op het vliegtuig waarschijnlijk vermoord, en door zijn extra gewicht in de bagageruimte samen met het zand in de brandstoftank is het vliegtuig neergestort met de andere doden tot gevolg. Alle bewijzen wijzen naar een vliegtuigmonteur die waarschijnlijk betrokken is met drugssmokkel, maar als zij meerdere bewijzen vinden wordt duidelijk dat de werkelijke dader de baas van de vliegtuigmonteur is. Ondertussen krijgt Joan een uitnodiging van de vader van Sherlock om samen te komen bij een etentje. Sherlock slaat de uitnodiging af omdat zijn vader toch zal afzeggen, Joan echter gaat toch naar de afspraak. Daar ontmoet zij een man die beweert de vader van Sherlock te zijn, nadat hij een ongepaste vraag stelt wordt Joan duidelijk dat hij de vader niet is en verlaat het restaurant. Later zoekt Joan de man toch weer op om erachter te komen dat de man in kwestie een voormalig acteur is en een oude vriend van Sherlock genaamd Alistair. Hij vertelt Joan dat Sherlock hem in het verleden bezocht onder invloed van drugs, en dat hij de naam Irene mompelde. Joan gaat hierna naar Sherlock en vraagt hem naar Irene, deze naam komt hard aan bij hem. |            |                                |                    |                                  | |                   |  |
| 7 | 7          | One Way to Get Off             | Seith Mann         | Christopher Silber               | Callie Thorne - Terry D'Amico Keith Szarabajka - Wade Crewes Stephen Kunken - dr. Carrow Amy Hohn - dr. Ryan Stephen Henderson - Edison                                                       | 15 november 2012  |  |
| Sherlock wordt door hoofdrechercheur Gregson gevraagd voor hulp nadat hij een slachtoffer gevonden heeft, die op dezelfde werkwijze is vermoord als een seriemoordenaar die hij in het verleden heeft opgepakt. Nadat er meerdere slachtoffer vallen lijkt het er steeds meer op dat Gregson en zijn toenmalige partner de verkeerde persoon hebben opgepakt. Ook rijst de vraag op of zij toen de verdachte op een eerlijke manier veroordeeld hebben. Dit zet de vriendschap tussen Sherlock en Gregson op het spel. |            |                                |                    |                                  | |                   |  |
| 8 | 8          | The Long Fuse                  | Andrew Bernstein   | Jeffrey Paul King                | Lisa Edelstein - Heather Vanowen John Pankow - Edgar Knowles Donnie Keshawarz - Earl Wheeler Adam Mucci - Rennie James Deepa Purohit - Himali Singh                                           | 29 november 2012  |  |
| Wanneer een bom ontploft in een kantoorgebouw valt de eerste verdenking op de persoon die het nummer belde dat de bom ontstak. Deze persoon is al snel geen verdachte meer en de zaak wordt al snel complex. Sherlock ontdekt dat de bom eigenlijk vier jaar later is afgegaan als eigenlijk de bedoeling was. Ondertussen moedigt Joan Sherlock aan om een andere sponsor te zoeken die haar zal vervangen als zij ermee stopt. Sherlock besluit om voor Alfredo, een autodief die hij willekeurig kiest op een bijeenkomst, te kiezen. Alfredo besluit Sherlock het openbreken van auto's te leren, dit door de verslaving van Sherlock voor openbreken van sloten. |            |                                |                    |                                  | |                   |  |
| 9 | 9          | You Do It to Yourself          | Phil Abraham       | Peter Blake                      | Adam Rothenberg - Liam Danow Kristy Wu - Jun Annunzio Richard Topol - Trent Annunzio Cameron Scoggins - Brendan O'Brien Lord Jamar - Raul Ramirez                                             | 6 december 2012   |  |
| Wanneer een professor van de universiteit vermoord wordt gevonden gaat Sherlock, ondanks dat hij ziek is, samen met Marcus op onderzoek uit. De professor werd gedood door een kogelschot in elk zijn oog. Een Thais armband aan de pols van het slachtoffer draagt bij het karakterisering van het slachtoffer. Door een observatie van Joan ontdekken zij dat het slachtoffer leed aan een oogmelanoom, dit suggereert een theorie wat de moord kan verklaren. Ondertussen krijgt Joan te maken met een man uit haar verleden, die haar hulp inroept nadat hij gearresteerd is voor een misdrijf waar hij niets meer over kan herinneren. |            |                                |                    |                                  | |                   |  |
| 10 | 10         | The Leviathan                  | Peter Werner       | Corinne Brinkerhoff Craig Sweeny | Freda Foh Shen - Mary Watson Steve Park - Oren Watson Gbenga Akinnagbe - Jeremy Lopez Reg Rogers - Micah Erlich Sean Dugan - Charles Briggs                                                   | 13 december 2012  |  |
| Sherlock en Joan onderzoeken een inbraak, in een wat een onbreekbare bankkluis genaamd Leviathan was. De werkmethode van Sherlock brengt als snel irritaties bij de betrokkenen naar boven, inclusief bij Joan. Sherlock ontdekt dan dat de inbreker Malbolge heeft gebruikt voor de inbraak, en dat brengt al snel de oplossing van de zaak naar boven. Ondertussen krijgt Joan bezoek van haar moeder, die zich zorgen maakt over de carrièrekeuze van haar dochter. |            |                                |                    |                                  | |                   |  |
| 11 | 11         | Dirty Laundry                  | John David Coles   | Liz Friedman Christopher Silber  | Jake Weber - Geoffrey Silver Mark Moses - Oliver Purcell Melissa Farman - Carly Purcell Leigh Ann Larkin - Harmony Cynthia Darlow - mrs. Dean                                                 | 3 januari 2013    |  |
| Wanneer het lichaam van een hotelmanager in een bedrijfswasmachine wordt gevonden gaan Sherlock en Joan op onderzoek uit. Het onderzoek wijst uit dat het verleden van het slachtoffer geen bijzonderheden bevat, maar een callgirl onthult dan dat het slachtoffer waarschijnlijk betrokken was bij illegale zaken. Sherlock kan dan door de gebruikte steganografie de zaak oplossen, en ontdekt in welke illegale zaken het slachtoffer betrokken was. Deze doorbraak zorgt er wel voor dat de politiemacht bijna in groot getale uit moet rukken. Ondertussen biedt Sherlock aan Joan een baan aan als zijn partner, dit omdat haar werk als sponsor er bijna opzit. Zij legt deze aanbieding echter toch naast haar neer. |            |                                |                    |                                  | |                   |  |
| 12 | 12         | M.                             | John Polson        | Robert Doherty                   | Vinnie Jones - Sebastian Moran alias M. Bobb'e J. Thompson - Teddy Marsha Stephanie Blake - Melanie Cullen Mark Morettini - politieagent in burger Gabrielle Senn - escortmeisje              | 10 januari 2013   |  |
| Sherlock wordt herenigd met M., een Brits seriemoordenaar, die Sherlock naar New York heeft gevolgd. Joan leert dat M. degene is die de voormalige liefde Irene van Sherlock heeft vermoord, dit voorval veroorzaakte de drugsverslaving van Sherlock. Sherlock krijgt M. te pakken en ondervraagt hem in een privéruimte, daar ontdekt hij dat hij geen seriemoordenaar is maar een huurmoordenaar. Tevens ontdekt Sherlock dat M. gevangen zat ten tijde van de moord van Irene. M. staat op de loonlijst van een mysterieuze crimineel met de naam Professor Moriarty. Dan wordt het duidelijk dat Moriarty de moordenaar is van Irene en dat hij de schuld in de schoenen van M. wilde schuiven, en Sherlock wil nu achter hem aan. Ondertussen krijgt Joan twijfels over haar beslissing om Sherlock te verlaten. |            |                                |                    |                                  | |                   |  |
| 13 | 13         | The Red Team                   | Christine Moore    | Jeffrey Paul King Craig Sweeny   | Richard Bekins - Harold Dresden Michael Laurence - Walter McClenahan Chris Sullivan - Todd Clarke Tawny Cypress - Black Suit Kelly AuCoin - Grey Suit                                         | 31 januari 2013   |  |
| Wanneer de beheerder van een website over complottheorieën vermoord wordt gevonden gaat Sherlock in zijn eentje op onderzoek uit, dit na zijn schorsing door de NYPD. Tevens moet hij onderzoeken wie verantwoordelijk is voor het doden van leden van een Amerikaanse militaire oorlogsspel dat een gevaar werd voor de Binnenlandse veiligheid. Ondertussen biedt hij tegen zijn zin zijn excuses aan hoofdrechercheur Gregson, hij heeft Sherlock geschorst vanwege het ontvoeren van M. in de vorige aflevering. |            |                                |                    |                                  | |                   |  |
| 14 | 14         | The Deductionist               | John Polson        | Craig Sweeny Robert Doherty      | Terry Kinney - Martin Ennis Jessica Hecht - Patricia Ennis Kari Matchett - Kathryn Drummond David Wilson Barnes - Cooper Roger Robinson - Bruce Kushner                                       | 3 februari 2013   |  |
| Wanneer een seriemoordenaar ontsnapt uit de gevangenisziekenhuis wordt Sherlock om hulp gevraagd. De ontsnapping vindt plaats terwijl de gevangene zijn nier doneert aan zijn zus. Tijdens het onderzoek maakt Sherlock weer kennis met een FBI profielschetser en ex-geliefde uit zijn verleden. Hij kan haar niet uitstaan omdat zij als enige precies kan voorspellen wat hij gaat doen. Ondertussen wordt Joan uit haar woning gezet, dit omdat zij tijdelijk onderdak gaf aan een man die in haar woning een pornofilm heeft opgenomen. Later ontdekt zij dat haar huurbaas hierbij was, en chanteert hem hier nu mee om zo haar woning terug te krijgen. |            |                                |                    |                                  | |                   |  |
| 15 | 15         | A Giant Gun, Filled with Drugs | Guy Ferland        | Christopher Silber               | John Hannah - Rhys Kinlan Michael Irby - Xande Diaz Armand Schultz - Derrick Hughes Allie Gallerani - Emily Grant                                                                             | 7 februari 2013   |  |
| Sherlock krijgt bezoek van zijn oude drugsdealer uit Londen die hem om hulp vraagt met het vinden van zijn ontvoerde dochter. Joan is bezorgd dat Sherlock door hem weer terugvalt in zijn verslaving, desondanks besluit Sherlock hem toch te helpen. De angst van Joan blijkt toch niet ongegrond te zijn als hij Sherlock wil overhalen om weer drugs te gaan gebruiken, dit om de zaak op te lossen. |            |                                |                    |                                  | |                   |  |
| 16 | 16         | Details                        | Sanaa Hamri        | Robert Doherty                   | Malcolm Goodwin - Andre Bell Paula Garcés - Paula Reyes Anwan Glover - Curtis Bradshaw Lynda Gravatt - Lenore                                                                                 | 14 februari 2013  |  |
| Wanneer Marcus wordt beschoten tijdens een schietpartij tijdens het autorijden wordt later de waarschijnlijke schutter vermoord teruggevonden. Sherlock en Joan worden erbij geroepen voor onderzoek, en alles wijst er op dat het slachtoffer door de broer van Marcus uit wraak is vermoord. De broer van Marcus leeft al een lange tijd aan de verkeerde kant van de wet en is net ontslagen uit de gevangenis. Sherlock en Joan proberen nu bewijzen te vinden dat Marcus en zijn broer onschuldig zijn in de moord op de schutter. Ondertussen biedt Sherlock Joan weer een baan aan om zijn partner te worden, deze keer neemt zij deze baan aan. |            |                                |                    |                                  | |                   |  |
| 17 | 17         | Possibility Two                | Seith Mann         | Mark Goffman                     | David Furr - Paul Reeves Christopher Sieber - Carter Lydon Dennis Boutsikaris - Gerald Lydon Michael Izquierdo - Joshua Lydon Albert Jones - Benny Cordero Jennifer Lim - Natasha Kademan     | 21 februari 2013  |  |
| Sherlock krijgt bezoek van een welgestelde filantroop die verklaart vergiftigt te zijn met een cerebrale amyloïdangiopathie. Sherlock moet nu zien te achterhalen hoe een gezonde persoon besmet kan zijn met een genetische ziekte dat niet in zijn familie voorkomt. Ondertussen stuurt Sherlock Joan naar een stomerij om haar deductieve vaardigheden te testen. |            |                                |                    |                                  | |                   |  |
| 18 | 18         | Déjà Vu All Over Again         | Jerry Levine       | Brian Rodenbeck                  | Josh Hamilton - Drew Gardner Jim True-Frost - Anson Samuels Geneva Carr - Rebecca Burrell Andre Royo - Thaddeus Susan Pourfar - Emily Hankins                                                 | 14 maart 2013     |  |
| Wanneer een vrouw spoorloos verdwijnt worden Sherlock en Joan voor hulp gevraagd. Zij heeft een videoboodschap achtergelaten voor haar man, daarop wordt getoond dat een onbekende vrouw is gedood door een aankomende trein op een metrostation. Sherlock denkt dat de vermiste vrouw een goede eerste zaak is voor Joan en stuurt haar op onderzoek uit. Ondertussen onderzoekt Sherlock de zaak van de vrouw die is gedood op het metrostation. Hij ontdekt dat de vrouw van een onbekend persoon een bos bloemen kreeg, deze persoon kwam dan snel terug om haar voor een trein te duwen. Joan ondervraagt ondertussen de man van de vermiste vrouw, zij krijgt al snel een vermoeden dat hij meer weet als hij vertelt. Joan achtervolgt dan de man, en als zij dan ziet dat hij een houten kist in zijn auto heeft besluit zij in te breken in zijn auto. Deze inbraak levert echter niets op en tot overmaat van ramp wordt zij voor de inbraak gearresteerd door de politie. Door deze arrestatie en plagende opmerkingen van Sherlock twijfelt zij aan haar beslissing om detective te worden. Dan vindt zij bewijzen dat haar zaak en de zaak van Sherlock in verbinding staand, tevens ontdekt zij dat de vermiste vrouw vermoord is. |            |                                |                    |                                  | |                   |  |
| 19 | 19         | Snow Angels                    | Andrew Bernstein   | Jason Tracey                     | Jill Flint - Alysa Darvin Becky Ann Baker - Pam Frank Wood - EROC supervisor Candis Cayne - ms. Hudson Karl Miller - Squatter                                                                 | 4 april 2013      |  |
| Wanneer een beveiliger wordt doodgeschoten tijdens een overval van ongeregistreerde telefoons gaan Sherlock en Joan op onderzoek uit. Zij ontdekken dat de overval een rookgordijn was voor diefstal van blauwdrukken van het East Rutherford Operations Center (EROC), behandelcentrum voor het geld voor de Federal Reserve bank. Zij haasten zich naar New Jersey om te voorkomen dat de EROC overvallen wordt tijdens een woedende sneeuwstorm. Daar ontmoeten zij een vrouw genaamd Pam die hen op een sneeuwschuiver tijdens de sneeuwstorm rondrijdt door New Jersey. Een bezoekende FEMA officier komt de door de sneeuwstorm geplaagde New Jersey helpen, en blijkt dat hij ook betrokken is bij de overval op de EROC. Ondertussen ontmoet Sherlock ms. Hudson, een oude vriendin van hem, die in een scheiding ligt en bij hen komt logeren. |            |                                |                    |                                  | |                   |  |
| 20 | 20         | Dead Man's Switch              | Larry Teng         | Christopher Silber               | Thomas Jay Ryan - Ken Whitman Portia Reiners - Eva Whitman Wayne Duvall - Duke Landers Joseph Siravo - Anthony Pistone Tom Guiry - Brent Garvey                                               | 25 april 2013     |  |
| Sherlock heeft binnenkort een jubileum te vieren, zijn eerste jaar drugsvrij en Joan denkt dat hij dit wel wil vieren. Sherlock vindt dit echter grote onzin, en gaat deze dag in als elke andere dag. Wanneer dan een afperser, door het gebruiken van seksopnames van jonge meisjes om hun vaders af te persen, vermoord wordt gaan zij op onderzoek uit. Sherlock, getuige van deze moord, gaat nu een strijd met de klok aan om de dader te vinden, voordat de opname van deze moord op het internet verschijnt. |            |                                |                    |                                  | |                   |  |
| 21 | 21         | A Landmark Story               | Peter Werner       | Corinne Brinkerhoff              | Vinnie Jones - Sebastian Moran aka M. Roger Aaron Brown - John Douglas Byron Jennings - Phillip Van Der Hoff F. Murray Abraham - Daniel Gottlieb Berto Colon - Will                           | 2 mei 2013        |  |
| Sherlock ontvangt van M. een hint, en kan daardoor een seriemoordenaar genaamd Daniel Gottlieb oppakken. Daniel schijnt dan ingehuurd te zijn door iemand die werkt voor Moriarty, een oude vijand van Sherlock. Met hulp van Daniel lukt het Sherlock de man te vinden die hem ingehuurd had, maar dan vinden zij hem vermoord. M. pleegt ondertussen zelfmoord, dit nadat hij van Moriarty de keus kreeg om zelfmoord te plegen of de dood van zijn zus. Dan krijgt Sherlock een telefoontje, het blijkt Moriarty te zijn. |            |                                |                    |                                  | |                   |  |
| 22 | 22         | Risk Management                | Adam Davidson      | Liz Friedman Robert Doherty      | J.C. MacKenzie - Daren Sutter Francie Swift - Katie Sutter Stephanie Kurtzuba - Eileen Rourke Conn Horgan - Wallace Rourke                                                                    | 9 mei 2013        |  |
| Sherlock wordt gebeld door zijn oude vijand Moriarty, hij vraagt Sherlock om te kijken naar een maanden oude onopgeloste moordzaak. Het betreft de moord op een monteur, in ruil hiervoor biedt Moriarty antwoorden betreffende het lot van Irene Adler. Sherlock ontdekt dat de monteur was ingehuurd door een privé beveiligingsbedrijf, de directeur van dit bedrijf had een zus die 20 jaar geleden vermoord werd. De directeur bekent dat hij de monteur heeft vermoord, Moriarty weet echter zeker dat hij de moordenaar niet is. Tevens ontdekt Sherlock dat de directeur 20 jaar geleden de moordenaar van zijn zus niet weg heeft zien rennen, het was zijn minnares die hem wel zag. Toen de geestelijke gezondheid van haar man terugliep overtuigde zij hem dat de monteur de dader was, toen hij de monteur doodde uit wraak stabiliseerde zijn geestelijke gezondheid. Sherlock kan echter bewijzen dat de monteur niet de moordenaar van de zus was, dit omdat hij toen in het buitenland zat. Nu kunnen de directeur en zijn vrouw gearresteerd worden voor de moord op de monteur. Sherlock krijgt als beloning voor het oplossen van de zaak een adres en een keuze van Moriarty, hij kan kiezen over het lot van Irene of het leiden van een veilig leven. Hij kiest ervoor om te gaan voor Irene en liegt hierover naar Joan. Zij trapt hier niet in en vergezelt hem naar het adres. Daar aangekomen vinden zij Irene, die verwaarloosd en getraumatiseerd in een verlaten huis zit. |            |                                |                    |                                  | |                   |  |
| 23 | 23         | The Woman                      | Seith Mann         | Robert Doherty Craig Sweeny      | Erik Jensen - Isaac Proctor Lucas Caleb Rooney - Duane Proctor John Bedford Lloyd - inspecteur Christopher McCann - dr. Del Santo                                                             | 16 mei 2013       |  |
| Nadat Sherlock zijn oude vriendin Irene heeft teruggevonden krijgt hij flashbacks over zijn tijd met haar. Irene is de afgelopen achttien maanden psychisch zo gemarteld dat zij gelooft dat het voor 7 jaar was. Sherlock wil haar wegsturen voor haar eigen veiligheid, Irene wil echter bij hem blijven. Hij gaat akkoord maar ziet dan op de rug van Irene dat er een moedervlek verdwenen is, en concludeert dat dit gedaan is om te voorkomen dat zij huidkanker zou krijgen. Dit zou Moriarty nooit bij haar gedaan hebben, of zij moest voor hem gewerkt hebben. Irene wordt woest op hem omdat hij haar niet vertrouwt en rent weg. Ondertussen ontdekt een van de werknemers van Moriarty dat hij door zijn baas vermoord zal worden, het lukt hem de aanslag te ontwijken en keert terug om Sherlock te doden. Het lukt hem Sherlock te verwonden en vertelt hem dat Moriarty in werkelijkheid een vrouw is. Op het moment dat hij Sherlock het genadeschot wil geven wordt hij echter doodgeschoten door Irene. Als zij tegen Sherlock begint te praten doet zij dit ineens met een Brits accent, Sherlock beseft dan dat zij Moriarty is. |            |                                |                    |                                  | |                   |  |
| 24 | 24         | Heroine                        | John Polson        | Robert Doherty Craig Sweeny      | Dominic Fumusa - Jordan Conroy Michael Aronov - Andrej Bacera Justine Cotsonas - Jovana Bacera Austin Lysy - Chad Lerberg Arnold Vosloo - Christos Theophilus                                 | 16 mei 2013       |  |
| Moriarty (aka Irene) biecht tegen Sherlock op dat zij haar moord in scène heeft gezet om hem te misleiden voor haar plannen. Zij hield toen echter geen rekening met het feit dat hij een drugsverslaafde zou worden. Zij vraagt hem om haar te laten winnen zodat hij veilig in Amerika kan blijven. Sherlock ontdekt dan dat zij van plan is om een vader van een vrouw die zij heeft ontvoerd te vermoorden, dit voor een beloning van 1 biljoen dollars. Hij faalt echter de moordenaars te stoppen maar krijgt dan wel een woedeaanval richting Joan en hoofdrechercheur Gregson. Nu hij gefaald heeft neemt hij een drugsoverdosis, als hij in het ziekenhuis ligt krijgt hij bezoek van Moriarty. Zij biecht op dat zij deel uitmaakte in de moord op de vader en biedt hem aan om samen te vluchten en dat zij hem beter maakt. Sherlock biecht dan tegen Joan op dat hij Moriarty geanalyseerd heeft, en dat zij echt van hem gehouden heeft en dat zij bij hem terug zal komen. Sherlock biecht dan tegen haar op dat hij de overdosis in scène heeft gezet om haar in de val te lokken. Zij beseft nog maar net wat hij gezegd heeft wanneer zij ziet dat Gregson, Marcus en Joan haar opwachten om haar te arresteren. |            |                                |                    |                                  | |                   |  |